# Sân bay Zalingei
Sân bay Zalingei (IATA: ZLX, ICAO: HSZA) là một sân bay ở thành phố Zalingei, Sudan.

## Tai nạn
Vào ngày 11 tháng 11 năm 2010, một máy bay của Tarco Airlines bị rơi và bốc cháy ở Zalingei. Hai trong số 44 người trên máy bay đã thiệt mạng.